# بوب ستيفنسون
بوب ستيفنسون (بالإنجليزية: Bob Stephenson) (19 نوفمبر 1942 في المملكة المتحدة - ) هو لاعب كريكت ولاعب كرة قدم بريطاني في مركز مهاجم داخلي. لعب مع ديربي كاونتي وشروزبري تاون ونادي روتشديل ونادي مقاطعة ديربيشاير للكريكت ‏ ونادي ليمنجتون ونادي مقاطعة هامبشاير للكريكت ‏.

## وصلات خارجية
- بوب ستيفنسون على موقع إي آس بي آن كريك إنفو (الإنجليزية)